# شهرک ماکون، هبئی
شهرک ماکون، هبئی (به لاتین: Macun Township) یک شهرک در جمهوری خلق چین است که در شهرستان یوانشی واقع شده‌است.